# Campbell (Kalifornia)
Campbell város az USA Kalifornia államában, Santa Clara megyében. Lakosainak száma 43 959 fő (2020. április 1.).

## Népesség
A település népességének változása:
| Lakosok száma | 26 843 | 39 349 | 43 959 |
|               | 1980   | 2010   | 2020   |